# Xylocopa combusta
Xylocopa combusta é uma espécie de  abelha carpinteira.

## Descrição
Xylocopa combusta tem um corpo negro com cabelos negros na cabeça e no tórax. Cerdas na área pigidial são avermelhadas.

## Distribuição
Esta espécie pode ser encontrada em Serra Leoa, Guiné Equatorial, República Democrática do Congo, Somália, Etiópia, Tanzânia,  Moçambique, Angola.